# DSA
DSA – Din Sundhedsfaglige A-kasse – er en a-kasse for sundhedsfaglige akademikere og bachelorer, der optager bioanalytikere, ergoterapeuter, fysioterapeuter, jordemødre, radiografer og sygeplejersker. Den har ca. 95.000 medlemmer. DSAs formand hedder Anni Pilgaard.
DSA samarbejder med de seks faglige organisationer, som repræsenterer medlemmerne:
- Danske Bioanalytikere
- Danske Fysioterapeuter
- Dansk Sygeplejeråd
- Ergoterapeutforeningen
- Radiograf Rådet
- Jordemoderforeningen